# Пнівненська сільська рада
Пнівненська сільська рада — адміністративно-територіальна одиниця та орган місцевого самоврядування у Камінь-Каширському районі Волинської області з адміністративним центром у с. Пнівне.
5 лютого 1965 року, Указом Президії Верховної Ради Української РСР, передано Пнівненську сільраду Любешівського району Волинської області до складу Камінь-Каширського району.

## Населені пункти
Сільській раді підпорядковані населені пункти:
- с. Пнівне
- с. Винімок
- с. Волиця
- с. Городок
- с. Соснівка
- с. Фаринки

## Населення
Згідно з переписом УРСР 1989 року чисельність наявного населення сільської ради становила 2776 осіб, з яких 1313 чоловіків та 1463 жінки.
За переписом населення України 2001 року в сільській раді мешкали 2894 особи.

### Мова
Розподіл населення за рідною мовою за даними перепису 2001 року:
| Мова       | Відсоток |
| ---------- | -------- |
| українська | 99,62 %  |
| російська  | 0,17 %   |
| білоруська | 0,07 %   |

## Склад ради
Рада складається з 16 депутатів та голови.

## Керівний склад сільської ради
| ПІБ                          | Основні відомості                                                 | Дата обрання | Дата звільнення |
| ---------------------------- | ----------------------------------------------------------------- | ------------ | --------------- |
| Ковальчук Сергій Миколайович | Сільський голова, 1972 року народження, освіта                    | 26.03.2006   | 31.10.2010      |
| Ковальчук Сергій Михайлович  | Сільський голова, 1972 року народження, освіта вища, безпартійний | 31.10.2010   |                 |

Примітка: таблиця складена за даними джерела